# 林宗仁
林宗仁（1947年10月31日—2011年11月28日），台灣戲曲樂師、琴師、演員，新北市板橋區出生，板橋江子翠林家第九代，屬當地望族。因參演電影作品《海角七號》（劇中飾演「茂伯」一角），電影於2008年上映後大受歡迎，從此廣為人熟知，也因此「茂伯」也成為林宗仁的暱稱。閒暇之餘以國樂為興趣，從小學習台灣北管音樂藝術，尤工北管月琴（北月琴，極接近京劇月琴），曾為北管社團「板橋潮和社」負責人。

## 簡歷
2007年，參演第一部電影作品《海角七號》（電影於2008年上映），劇中飾演「茂伯」一角，親自彈奏片中的台灣月琴（南月琴），因個性鮮明、台詞活潑，入圍2008年第45屆金馬獎最佳新演員獎。
2009年，演出八大電視的電視電影《青春歌仔》，入圍第44屆電視金鐘獎迷你劇集男配角獎；隔年，在《記得我們愛過》演身患絕症的火車站站長，入圍第45屆電視金鐘獎迷你劇集男主角獎。2013年，更以遺作《你是春風我是雨》的高得賢一角，入圍第48屆電視金鐘獎戲劇節目男配角獎，讓太太和女兒倍感欣慰。
台灣時間2011年11月28日下午兩點多，林宗仁被發現倒臥於板橋家中客廳，緊急送往新北市立聯合醫院板橋院區急救後，最後仍宣告不治，享壽64歲。死因疑似是心肌梗塞而猝逝。
偶像電視劇《戀夏38℃》為茂伯最後一部演出作品，劇中飾演「阿輝伯」；雖只拍攝完七成戲份，導演黃朝亮決定修改劇本，保存阿輝伯的形象。

## 戲劇作品

### 電影
| 年份   | 片名         | 角色       |
| 2008年 | 《海角七號》 | 茂伯       |
| 2009年 | 《青春歌仔》 | 樂師       |
| 2011年 | 《初戀風暴》 | 阿公       |
| 2012年 | 《為你而來》 | 老水發     |
| 2013年 | 《瑪德2號》  | 青草茶老闆 |

### 電視劇
| 年份   | 頻道     | 劇名               | 角色           |
| 2008年 | 公視     | 《芭娜娜上路》     | 阿財（主角）   |
| 2009年 | 中視     | 《桃花小妹》       | 薛志強的父親   |
| 2010年 | 公視     | 《記得我們愛過》   | 翁火伯（主角） |
| 2011年 | 八大電視 | 《我可能不會愛你》 | 盧辛蒂的爺爺   |
| 2011年 | 公視     | 《想念》           | 廖添丁（主角） |
| 2012年 | 八大電視 | 《你是春風我是雨》 | 高得賢         |
| 2012年 | 中視     | 《戀夏38℃》        | 阿輝伯         |
| 2012年 | 公視     | 《第12張生肖卡》   | 小犀牛祖父     |

### 廣告
| 年份   | 品牌                                            |
| 2008年 | 永慶房屋                                        |
| 2008年 | 中華電信                                        |
| 2009年 | 國民年金                                        |
| 2009年 | 綠油精                                          |
| 2010年 | 中華電信MOD                                     |
| 2011年 | 行政院環境保護署土壤及地下水污染預防—土地交易篇 |

## 獎項紀錄

### 金馬獎
| 年份   | 頒獎典禮     | 獎項         | 作品         | 結果 |
| ------ | ------------ | ------------ | ------------ | ---- |
| 2008年 | 第45屆金馬獎 | 最佳新演員獎 | 《海角七號》 | 提名 |

### 電視金鐘獎
| 年份   | 頒獎典禮     | 獎項                      | 作品               | 結果 |
| ------ | ------------ | ------------------------- | ------------------ | ---- |
| 2009年 | 第44屆金鐘獎 | 迷你劇集/電視電影男配角獎 | 《青春歌仔》       | 提名 |
| 2010年 | 第45屆金鐘獎 | 迷你劇集/電視電影男主角獎 | 《記得我們愛過》   | 提名 |
| 2013年 | 第48屆金鐘獎 | 戲劇節目男配角獎          | 《你是春風我是雨》 | 提名 |

## 外部連結
- 林宗仁在互联网电影资料库（IMDb）上的資料（英文）
- 林宗仁在香港影庫上的簡介
- 林宗仁在豆瓣上的资料（简体中文）
- 林宗仁在时光网上的簡介（简体中文）